# Basílica de Santa Restituta
La basílica de Santa Restituta (en italiano: Basilica di Santa Restituta) es una iglesia católica en Nápoles, Italia, situada en la Via Duomo. Es una de las dos basílicas paleocristianas adyacentes a la catedral de Nápoles y la más antigua de la ciudad. Se accede a ella desde la nave izquierda de dicha catedral. Está dedicada a Restituta, una santa de origen bereber.

## Historia

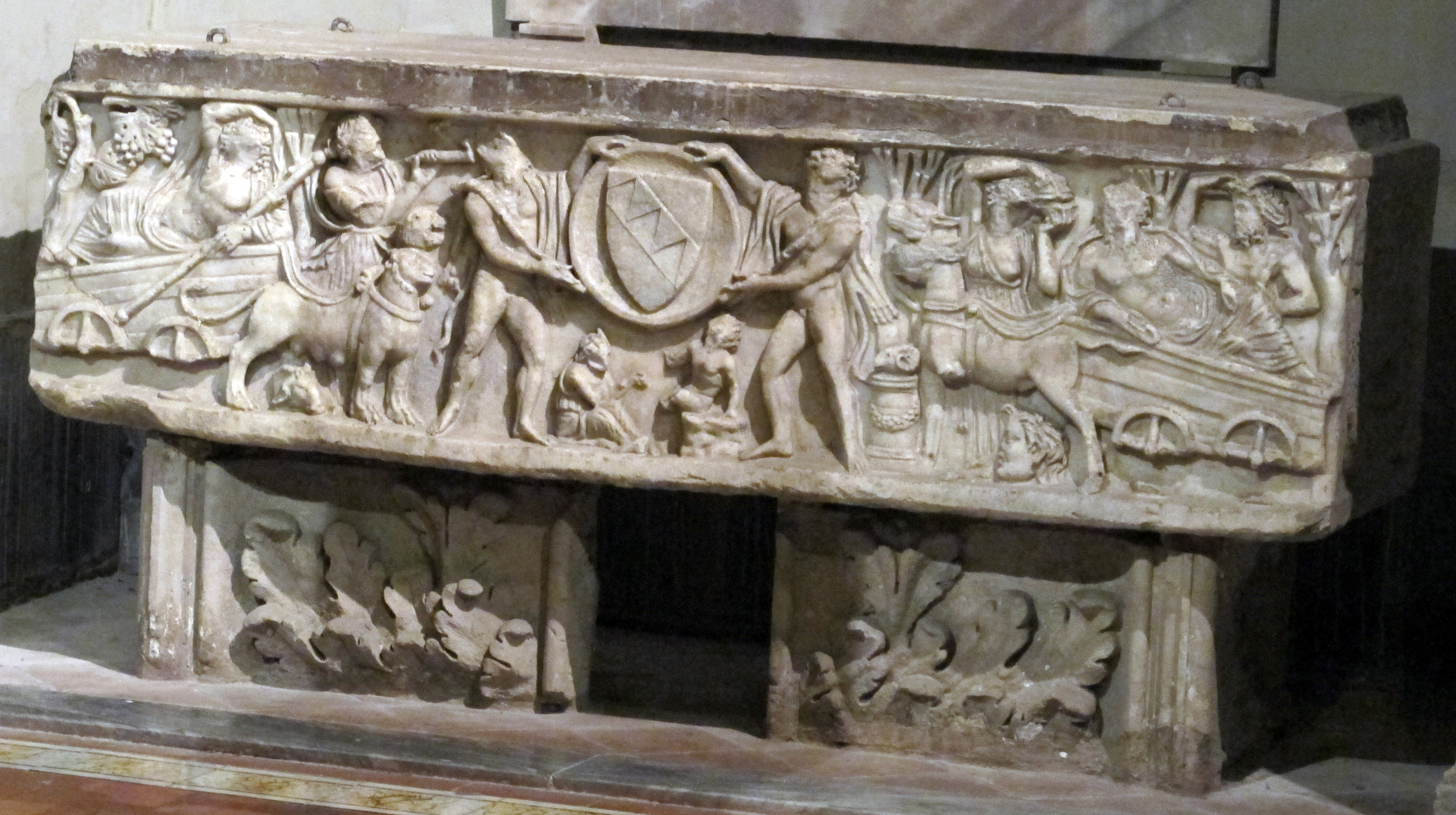
Un sarcófago de la época romana reutilizado como monumento funerario en el.

La basílica, edificada en el siglo IV, se alza probablemente sobre el lugar que antiguamente ocupaba un templo dedicado al dios Apolo. Constituye uno de los testimonios más relevantes del arte paleocristiano tanto en la ciudad de Nápoles como en el ámbito del Imperio Romano. Comenzó a ser conocida como basílica de Santa Restituta, presumiblemente a partir del siglo VIII, cuando se trasladaron a su interior las reliquias de la santa.
De acuerdo con fuentes como el Liber Pontificalis, su construcción fue promovida por el emperador Constantino I. El edificio original se caracterizaba por una planta de cinco naves y un tramo adicional, lo que le confería unas dimensiones considerablemente superiores a las actuales. Disponía, además, de cinco accesos —uno por cada nave— y de una fachada independiente. Posteriormente, tras el terremoto de 1456, dos de estos accesos fueron cerrados para reforzar la estructura, y las naves laterales externas se transformaron en capillas.

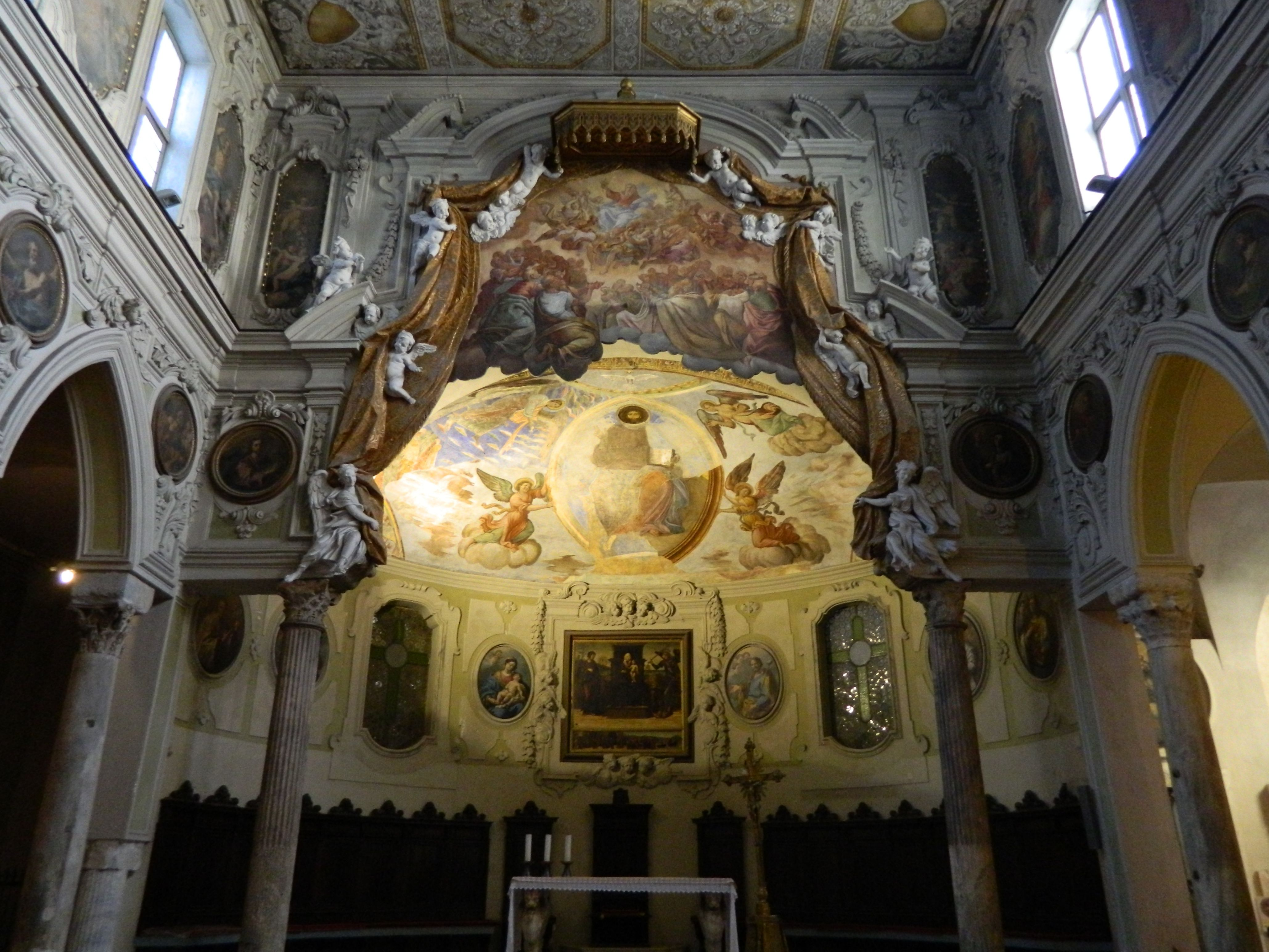
El ábside de estilo barroco.

Las obras de restauración llevadas a cabo por el arquitecto Arcangelo Guglielmelli a finales del siglo XVII, en particular en el ábside con cúpula, confirieron al edificio su actual fisonomía de estilo barroco. La intervención más significativa posterior fue realizada en 1742, bajo el encargo del cardenal Spinelli.

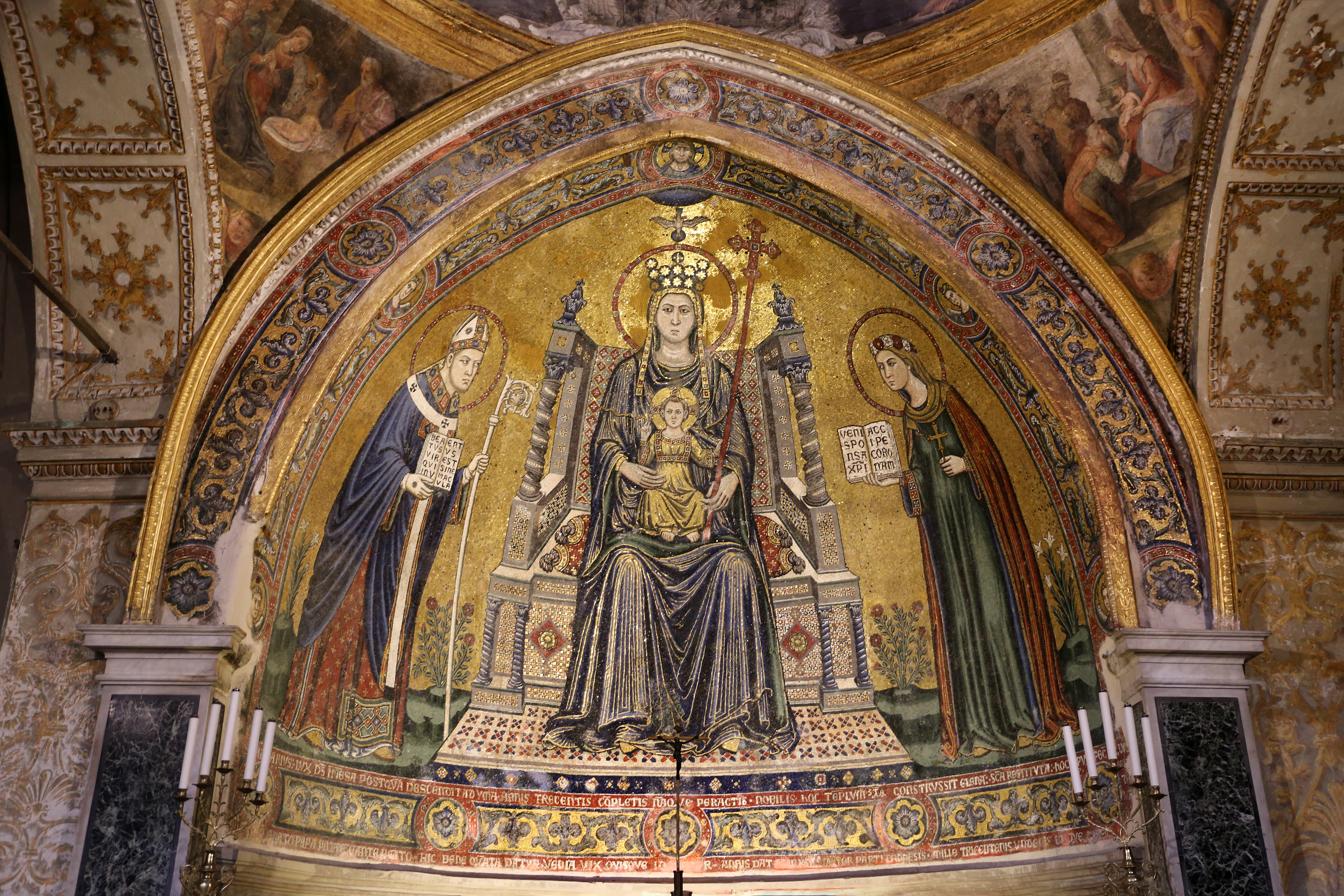
Santa Maria del Principio, mosaico de Lello da Orvieto (1322).

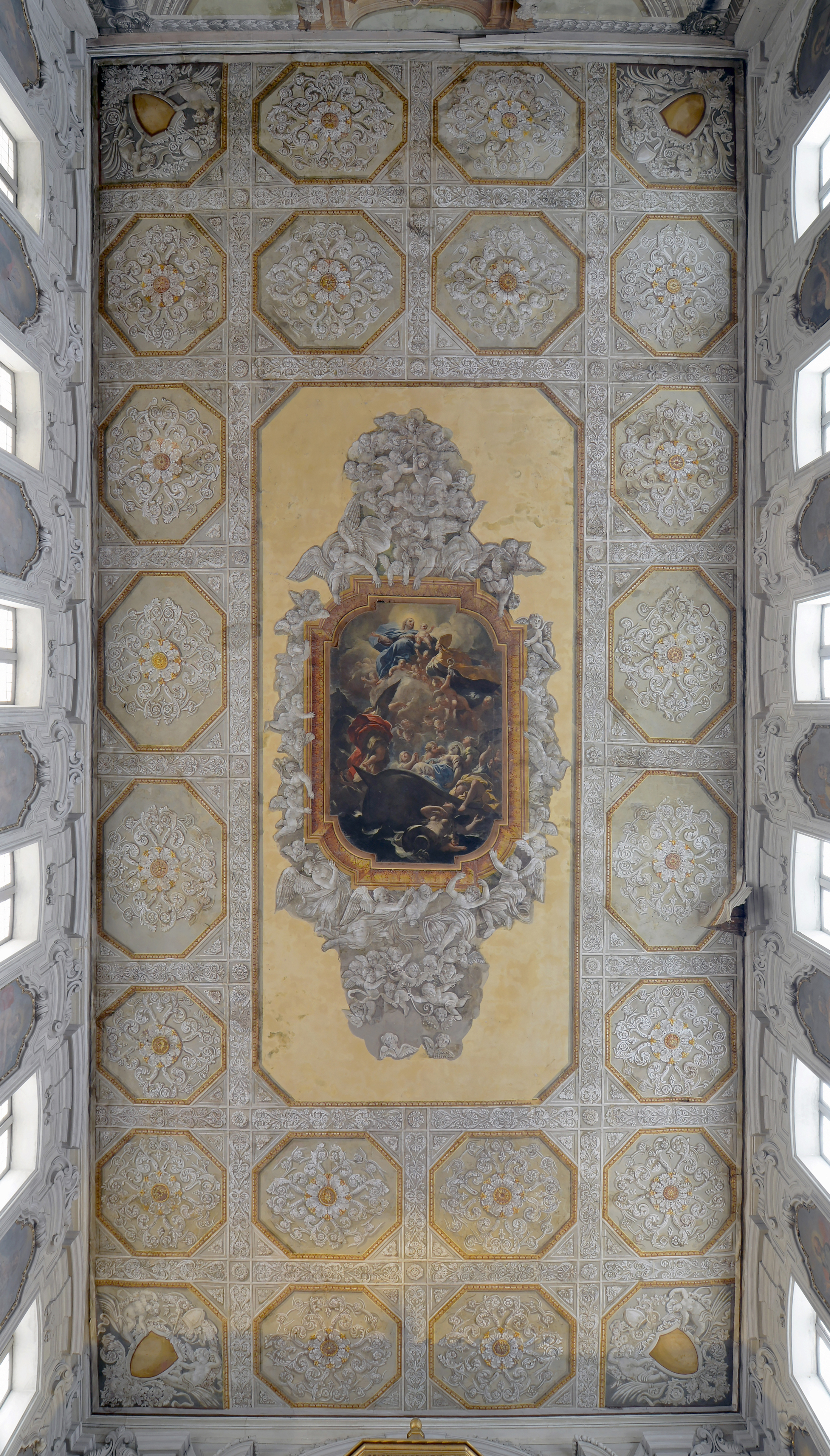
El techo con en el centro la obra Trasporto del corpo di santa Restituta de Luca Giordano.

Entre los elementos más destacados del conjunto arquitectónico figuran el tabernáculo del siglo XVI, realizado por Tommaso Malvito; los mosaicos medievales ejecutados por Lello da Orvieto; y una pintura ubicada en la parte central del techo, atribuida a Luca Giordano, que representa a Santa Restituta llegando en barca a la isla de Isquia, guiada por un grupo de ángeles.

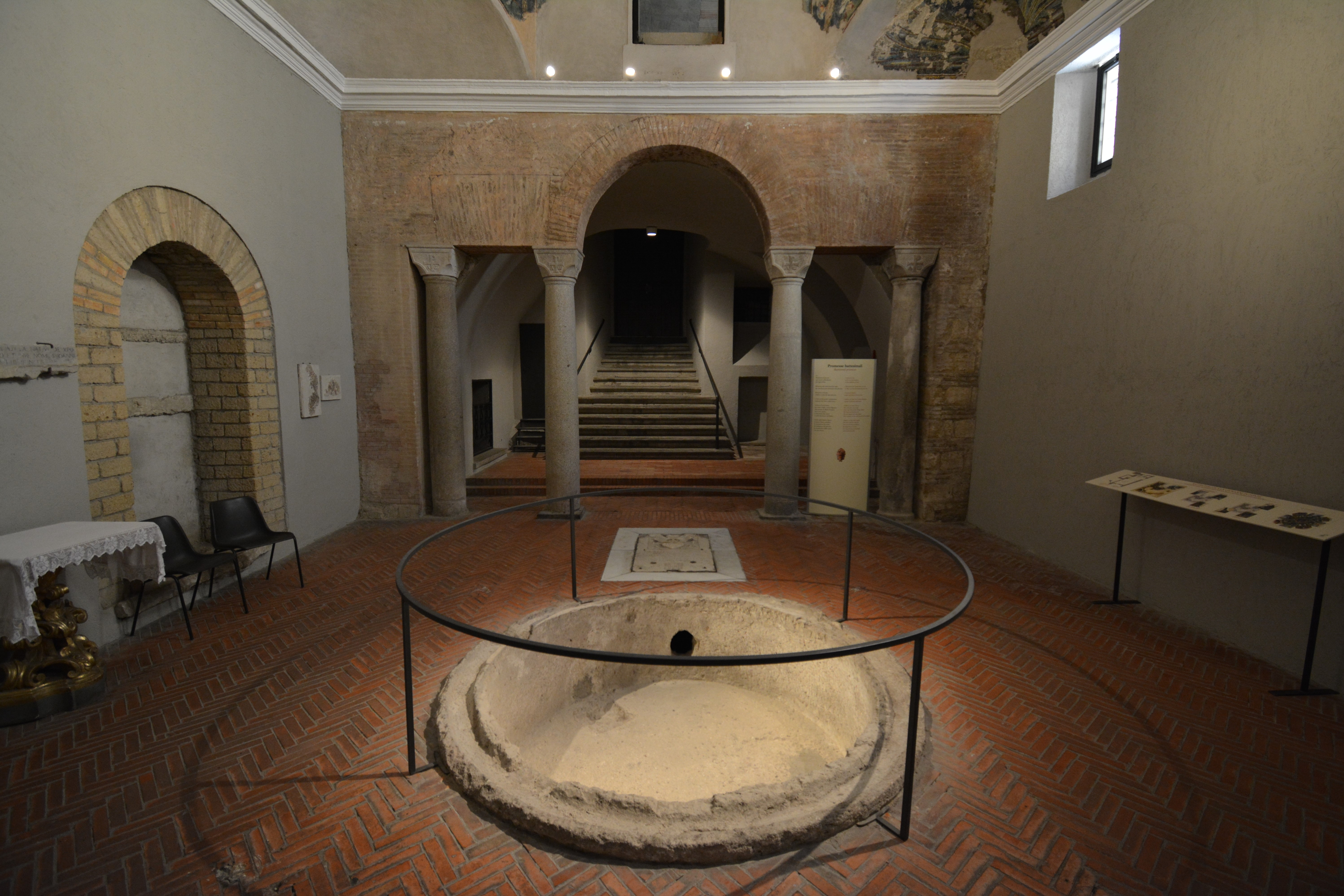
Baptisterio de San Giovanni in Fonte.

La basílica alberga el baptisterio de San Giovanni in Fonte, considerado el más antiguo de Occidente, también datado en el siglo IV. Su construcción se atribuye a San Severo durante los últimos años de su episcopado (ca. 362‑408), y su estructura superior se halla decorada con refinados mosaicos.